# Tenerife Ladies Open
Il Tenerife Ladies Open è stato un torneo femminile di tennis. Si giocava all'Abama Tennis Academy, a qualche chilometro dal centro  della città di Guía de Isora sull'isola di Tenerife, in Spagna. Faceva parte dei tornei WTA 250 ed ha vinto il premio come miglior torneo della sua categoria. L'organizzazione era affidata alla Mef Tennis Events, che aveva già al suo attivo altri importanti tornei tennistici in Italia e in Spagna.

## Albo d'oro

### Singolare
| Anno | Campionessa | Finalista     | Punteggio |
| ---- | ----------- | ------------- | --------- |
| 2021 | Ann Li      | Camila Osorio | 6–1, 6–4  |

### Doppio
| Anno | Campionesse                | Finaliste                      | Punteggio |
| ---- | -------------------------- | ------------------------------ | --------- |
| 2021 | Ulrikke Eikeri Ellen Perez | Ljudmyla Kičenok Marta Kostjuk | 6–3, 6–3  |